# Петича (Кјети)
Петича (итал. Peticcia) је насеље у Италији у округу Кјети, региону Абруцо.
Према процени из 2011. у насељу је живело 17 становника. Насеље се налази на надморској висини од 42 м.